# Faust (Band)
Faust ist eine deutsche Krautrockband, die 1970 in Hamburg entstand, als sich die Mitglieder zweier früherer Bands, Nukleus (bestehend aus Péron, Sosna und Wüsthoff) und Campylognatus Citelli (bestehend aus Diermaier, Irmler und Meifert), zusammenschlossen.

## Bandgeschichte

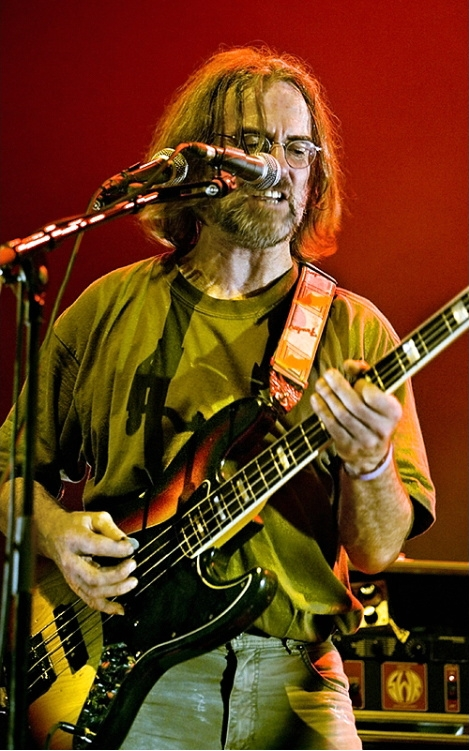
Jean-Hervé Péron

Die zunächst noch namenlose Gruppe traf auf den Musikjournalisten Uwe Nettelbeck, der ihnen einen Vertrag bei der Plattenfirma Polydor verschaffte. Polydor richtete in einer alten Dorfschule in Wümme ein Studio ein, in das die Band mit Nettelbeck und Toningenieur Kurt Graupner einzog. Dort entstanden die ersten beiden Alben (Faust und So Far) sowie Kollaborationen mit Slapp Happy (Sort Of, Acnalbasac Noom) und Tony Conrad (Outside the Dream Syndicate).
Der erste Liveauftritt im Herbst 1971 geriet durch technische Probleme zu einem spektakulären Happening; Meifert verließ daraufhin die Band.
Ende 1972 zog die Band mit Nettelbeck und Graupner nach England, wo sie von Richard Bransons Label Virgin Records unter Vertrag genommen wurde. Kurz darauf erschien The Faust Tapes, das zum damaligen Preis einer Single (49 pence) verkauft wurde. Die dadurch erreichte hohe Verkaufszahl übertrug sich allerdings nicht auf das nachfolgende Faust IV, und ein fünftes Album blieb unveröffentlicht. Danach verließ Wüsthoff die Band. Rudolf Sosna starb November 1996.
Während der nächsten 15 Jahre blieb es still um die ehemaligen Bandmitglieder; es erschienen aber mehrere Veröffentlichungen mit Aufnahmen aus der Anfangszeit in Wümme sowie Ausschnitte aus dem fünften Album durch Chris Cutlers Recommended Records.

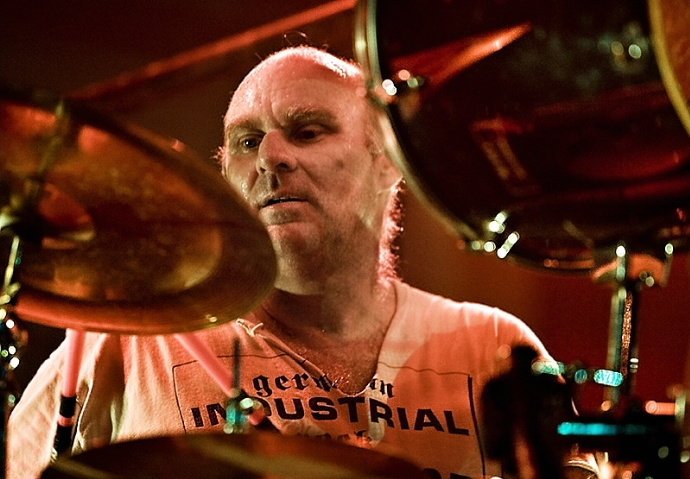
Werner „Zappi“ Diermaier

Péron, Diermaier und Irmler fanden sich schließlich im Jahr 1990 wieder für ein Konzert in Hamburg zusammen. 1992 folgte ein ausverkauftes Konzert in London. Péron und Diermaier gingen 1994 auf eine Tournee durch Europa und die USA. Während des Aufenthalts in den USA wurden sie von Steven Wray Lobdell unterstützt. In dieser Besetzung entstand auch ein neues Album, Rien.
Ein weiteres Album, You Know FaUSt, wurde 1996 in Schiphorst eingespielt. Es folgten Europatourneen. Péron verließ die Frankreich-Tour im Juni 1997, Irmler und Diermaier arbeiten mit verschiedenen Gastmusikern weiter. Es folgten weitere Konzerte, Livealben, eine Vertonung des Murnau-Klassikers Nosferatu und 1999 ein neues Album Ravvivando.
Ab 2002 widmeten sich die einzelnen Künstler ihren Solo-Projekten: Pérons dada Events und Performances Art-Errorist, Diermaiers Offline Video Music bearbeitet Ton und Bild, Irmlers Klangbad Label und Tonstudio.
Ab Mai 2005 kam mit Diermaier, Péron, Amaury Cambuzat und Olivier Manchion (von der Band Ulan Bator) eine neue Version von Faust zusammen, die im Herbst auf dem Art-Errorist Avantgarde Festival in Schiphorst debütierte und seitdem erfolgreich auf Welttourneen reist. In dieser Besetzung entstanden mehrere veröffentlichte Live- und Studio-Aufnahmen.
Im April 2010 veröffentlichte die Formation um Hans-Joachim Irmler ein neues Doppel-Album bei Klangbad. Auf faust is last sind Jochen Irmler, Lars Paukstat, Steven W. Lobdell, Jan Fride und Michael Stoll vertreten.
Das im Januar 2011 veröffentlichte Album Something Dirty entstand in der Besetzung Diermaier/Peron/James Johnston (von der Band Gallon Drunk) und Geraldine Swayne. In dieser Besetzung traten Faust bereits seit 2008 immer wieder auch live auf. The Faust Tapes wurde in The Wire’s „100 Records That Set the World on Fire (While No One Was Listening)“ aufgenommen.

## Diskografie

### Alben
- 1971 – Faust – LP (Polydor)
- 1972 – So Far – LP (Polydor) Paintings by Edda Köchl
- 1973 – Outside The Dream Syndicate – LP (Caroline) Tony Conrad with Faust
- 1973 – The Faust Tapes – LP (Virgin)
- 1973 – Faust IV – LP (Virgin)
- 1986 – Return of a Legend: Munic and Elsewhere – LP (Recommended) Aufnahmen von 1975
- 1989 – The Last LP – LP/CD (Recommended) Aufnahmen 1971–1972
- 1994 – Rien – LP/CD (Table Of The Elements)
- 1997 – You know faUSt – LP/CD (Klangbad)
- 1997 – Faust Wakes Nosferatu – LP/CD (Klangbad) LP und CD enthalten NICHT die gleiche Musik
- 1999 – Ravvivando – LP+10″/CD (Klangbad)
- 2002 – Patchwork 1971-2002 – LP/CD (Klangbad)
- 2004 – Derbe Respekt, Alder – LP/CD (Klangbad) Faust vs Dälek
- 2005 – Impressions – DVD (+CD) (Zick Zack Records)
- 2005 – Collectif Met(z) – 3CD/Box (Art-Errorist) Aufnahmen 1996-2005
- 2007 – Trial und Error – DVD (Fuenfundvierzig)
- 2007 – Direct Injection – CD/DVD/Box/LP (Lumberton Trading)
- 2007 – Disconnected  – LP/CD  (Art-Errorist) (mit Nurse With Wound)
- 2009 – C'est com...com...compliqué – LP/CD  (Bureau B)
- 2010 – faust is last – LP/CD (Klangbad)
- 2011 – Something Dirty – (Bureau B)
- 2014 – jUSt – (Bureau B)
- 2017 – fresh air
- 2020 – The inevitable Krystal Belle Boyd Record – Split-LP mit Mama Baer und Kommissar Hjuler (Psych.KG)
- 2023 – Nischen (Moloko Plus Records) mit Günter Müller, Alfred Harth und Wolfgang Seidel
- 2024 – Blickwinkel (Bureau B)

### Singles
- 1972 – So Far / It's a Bit of a Pain – 7″ (Polydor)
- 1979 – Faust Party Extracts 1/6 – 7″ (Recommended) Aufnahmen 1971–1972
- 1979 – Faust Party Extracts 2/4 – 7″ (Recommended) Aufnahmen 1971–1972
- 1990 – Chemical Imbalance – CD-Single
- 1996 – Überschall 1996 – CD-Single
- 1997 – Trafics – 10″ (Die Stadt) Split-Release mit La Kuizine
- 2000 – Wir Brauchen Dich – CD-Single (Klangbad) Remixes
- 2010 – His Highness Hoo Hoo Hoo / Welcome to the Haunted Handbag / Kopfhörerübersprechen – 7″ (CloudsHillRecordings)
- 2011 – Tell the Bitch to Go Home (2 Mixe) / Lost Your Signal (Remix) – 12″ (CloudsHillRecordings)

### Livealben und Kompilationen
- 1990 – The Faust Concerts 1 – CD (Table of the Elements) live in Hamburg
- 1992 – The Faust Concerts 2 – CD (Table of the Elements) live in London
- 1995 – Outside the Dream Syndicate Alive – CD (Table of the Elements) Tony Conrad with Faust
- 1996 – Untitled – CD (Klangbad)
- 1996 – BBC Sessions – LP (Recommended) 2000 auf CD
- 1996 – 71 Minutes – 2xLP (Recommended) Compilation mit Material von „Munic and Elsewhere“+„The Last LP“+„Faust Party Three“
- 1997 – Live in Edinburgh – CD (Klangbad)
- 2000 – The Wümme Years – 5xCD (Recommended Records) Box enthält „Faust“/„So Far“/„The Faust Tapes“/„71 Minutes“/„BBC Sessions+“
- 2000 – The Land of Ukko and Rauni – 2xCD (Ektra) Live Helsinki, Finnland 2000
- 2001 – Freispiel – LP/CD (Klangbad) Remixes
- 2005 – Metz Box – 3xCD + 1xDVD (Art-Errorist) = „Collectif Met(z)“ + DVD (8 min.!) limited: 300
- 2006 – Silver Monk Time – 2xCD (Faust mit Monks-Sänger Gary Burger) (play loud!)
- 2007 – Faust in Autumn – 3xCD+DVD/Box (Dirter Promotion) live in Newcastle +
- 2007 – Od Serca Do Duszy – 2xCD (AudioTong/Lumberton Trading Company)
- 2008 – Schiphorst 2008 – 2xCD (official private release)
- 2008 – Kleine Welt – CD (Klangbad) live 2006
- 2010 – Live at WFMU Fest 2009 – Download

### DVD
- 2005 – Faust / Zappi Diermaier: Impressions (Klangbad)
- 2007 – Faust: Trial and Error 2005 (Ankst Records)
- 2007 – Faust: Nobody Knows If It Ever Happened (Ankst Records – live at The Garage, London, 1996)
- 2010 – Klangbad: Avant-garde in the Meadows/Faust: Live at Klangbad Festival (Play Loud! Productions)
- 2013 – Faust: Where Roads Cross – 2 DVD – Live in Lyon (Konzert) / Ist Faust schön (Documentary) (6emedroite)